# Beth
„Beth“ je píseň americké rockové skupiny Kiss, která vyšla na albu Destroyer. Píseň napsal Peter Criss a vypráví, jak je těžké odloučit se během turné od své ženy. Jde o baladu, a proto se také na albu málem neobjevila, protože to není klasická KISS píseň. Vyšla na B straně singlu „Detroit Rock City“.

## Umístění

### Týdenní singl hitparáda
| Hitparáda (1976-77)                          | Umístění |
| -------------------------------------------- | -------- |
| Australie                                    | 79       |
| Canada Top Singles (RPM)                     | 5        |
| Canadian Adult Contemporary                  | 20       |
| U.S. Billboard Hot 100                       | 7        |
| U.S. Billboard Hot Adult Contemporary Tracks | 14       |
| U.S. Cash Box Top 100                        | 7        |
| WLS survey (Chicago)                         | 3        |

### Výroční hitparáda
| Hitparáda (1976)       | Umístění |
| ---------------------- | -------- |
| Canada                 | 69       |
| U.S. Billboard Hot 100 | 72       |
| U.S. Cash Box          | 92       |
| WLS survey (Chicago)   | 39       |

## Sestava
- Paul Stanley – zpěv, rytmická kytara
- Gene Simmons – zpěv, basová kytara
- Ace Frehley – sólová kytara, basová kytara
- Peter Criss – zpěv, bicí, perkuse